# Ulaan nuur
L'Ulaan Nuur (in mongolo: Улаан нуур) era un lago della Mongolia meridionale, nella provincia del Ômnôgov’, distretti di Mandal-Ovoo e Bulgan, a un'altitudine di 1.008 m s.l.m.; è completamente prosciugato dal 1995. Il suo immissario, l'Ongi gol (Онги гол), che scorreva per 437 km, ha ora una lunghezza di soli 100 km.